# Waldwisse
Waldwisse (fràncic lorenès Waldwis) és un municipi francès situat al departament del Mosel·la i a la regió del Gran Est. L'any 2007 tenia 672 habitants.

## Demografia

### Població
El 2007 la població de fet de Waldwisse era de 672 persones. Hi havia 285 famílies, de les quals 83 eren unipersonals (53 homes vivint sols i 30 dones vivint soles), 84 parelles sense fills, 107 parelles amb fills i 11 famílies monoparentals amb fills.
La població ha evolucionat segons el següent gràfic:
Habitants censats

### Habitatges
El 2007 hi havia 307 habitatges, 285 eren l'habitatge principal de la família, 1 era una segona residència i 21 estaven desocupats. 210 eren cases i 93 eren apartaments. Dels 285 habitatges principals, 193 estaven ocupats pels seus propietaris, 88 estaven llogats i ocupats pels llogaters i 4 estaven cedits a títol gratuït; 4 tenien una cambra, 23 en tenien dues, 52 en tenien tres, 46 en tenien quatre i 160 en tenien cinc o més. 250 habitatges disposaven pel capbaix d'una plaça de pàrquing. A 131 habitatges hi havia un automòbil i a 130 n'hi havia dos o més.

### Piràmide de població
La piràmide de població per edats i sexe el 2009 era:
| Homes | Edats   | Dones |
| ----- | ------- | ----- |
| 0     | 95 o +  | 0     |
| 0     | 90 a 94 | 0     |
| 0     | 85 a 89 | 12    |
| 4     | 80 a 84 | 0     |
| 4     | 75 a 79 | 8     |
| 4     | 70 a 74 | 12    |
| 28    | 65 a 69 | 24    |
| 20    | 60 a 64 | 4     |
| 20    | 55 a 59 | 12    |
| 0     | 50 a 54 | 36    |
| 12    | 45 a 49 | 8     |
| 56    | 40 a 44 | 36    |
| 12    | 35 a 39 | 20    |
| 40    | 30 a 34 | 28    |
| 36    | 25 a 29 | 40    |
| 16    | 20 a 24 | 16    |
| 28    | 15 a 19 | 16    |
| 12    | 10 a 14 | 32    |
| 28    | 5 a 9   | 20    |
| 28    | 0 a 4   | 4     |

## Economia
El 2007 la població en edat de treballar era de 471 persones, 358 eren actives i 113 eren inactives. De les 358 persones actives 339 estaven ocupades (198 homes i 141 dones) i 19 estaven aturades (9 homes i 10 dones). De les 113 persones inactives 28 estaven jubilades, 27 estaven estudiant i 58 estaven classificades com a «altres inactius».

### Ingressos
El 2009 a Waldwisse hi havia 285 unitats fiscals que integraven 674,5 persones, la mediana anual d'ingressos fiscals per persona era de 19.604 €.

### Activitats econòmiques
Dels 14 establiments que hi havia el 2007, 2 eren d'empreses alimentàries, 2 d'empreses de construcció, 4 d'empreses de comerç i reparació d'automòbils, 1 d'una empresa financera, 3 d'entitats de l'administració pública i 2 d'empreses classificades com a «altres activitats de serveis».
Dels 7 establiments de servei als particulars que hi havia el 2009, 1 era una gendarmeria, 1 una oficina bancària, 1 taller de reparació d'automòbils i de material agrícola, 1 fusteria, 1 empresa de construcció i 2 perruqueries.
Els 2 establiments comercials que hi havia el 2009 eren fleques.
L'any 2000 a Waldwisse hi havia 15 explotacions agrícoles que ocupaven un total de 534 hectàrees.

## Equipaments sanitaris i escolars
El 2009 hi havia 1 escola maternal i 1 escola elemental.

## Poblacions més properes
El següent diagrama mostra les poblacions més properes.